# Thrips urticae
Thrips urticae är en insektsart som beskrevs av Fabricius 1781. Thrips urticae ingår i släktet Thrips och familjen smaltripsar. Enligt den finländska rödlistan är arten otillräckligt studerad i Finland. Artens livsmiljö är friska och torra lundar. Inga underarter finns listade i Catalogue of Life.